# Jan Rooney
Jan Rooney (ur. 23 listopada 1938 w USA) – amerykańska aktorka i piosenkarka.
Jej mężem od 1978 roku był zmarły w 2014 roku znany aktor Mickey Rooney.

## Wybrana filmografia
- 1978: Więzy krwi jako Babcia
- 1985: Gus Brown and Midnight Brewster jako Bogata kobieta na torze wyścigowym
- 1997: Obcy w moim domu jako Connie
- 2006: To Kill a Mockumentary jako Matka Hanka
- 2010: Now Here jako Claire
- 2012: Driving Me Crazy jako Pani Cohen

## Wyróżnienia
Posiada swoją gwiazdę na Hollywoodzkiej Alei Gwiazd.